# Belumer Schanze

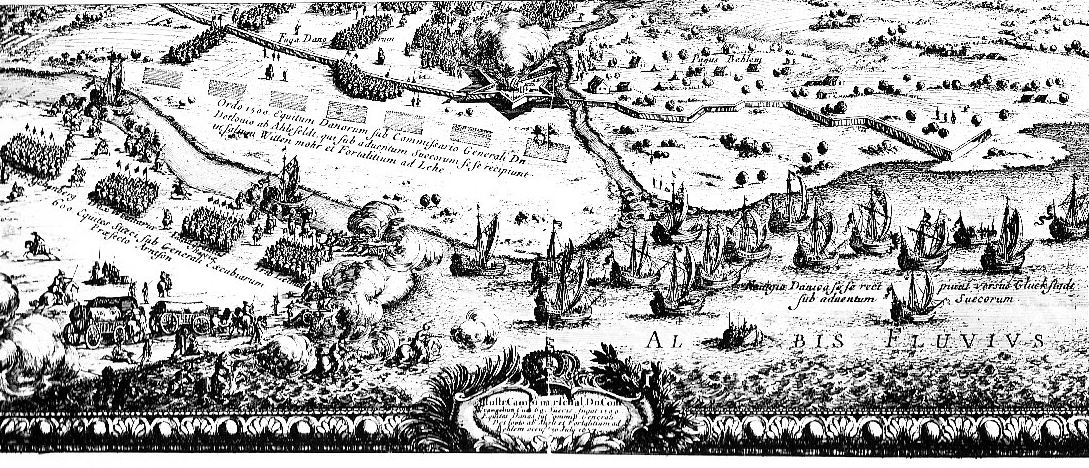
Die Belumer Schanze

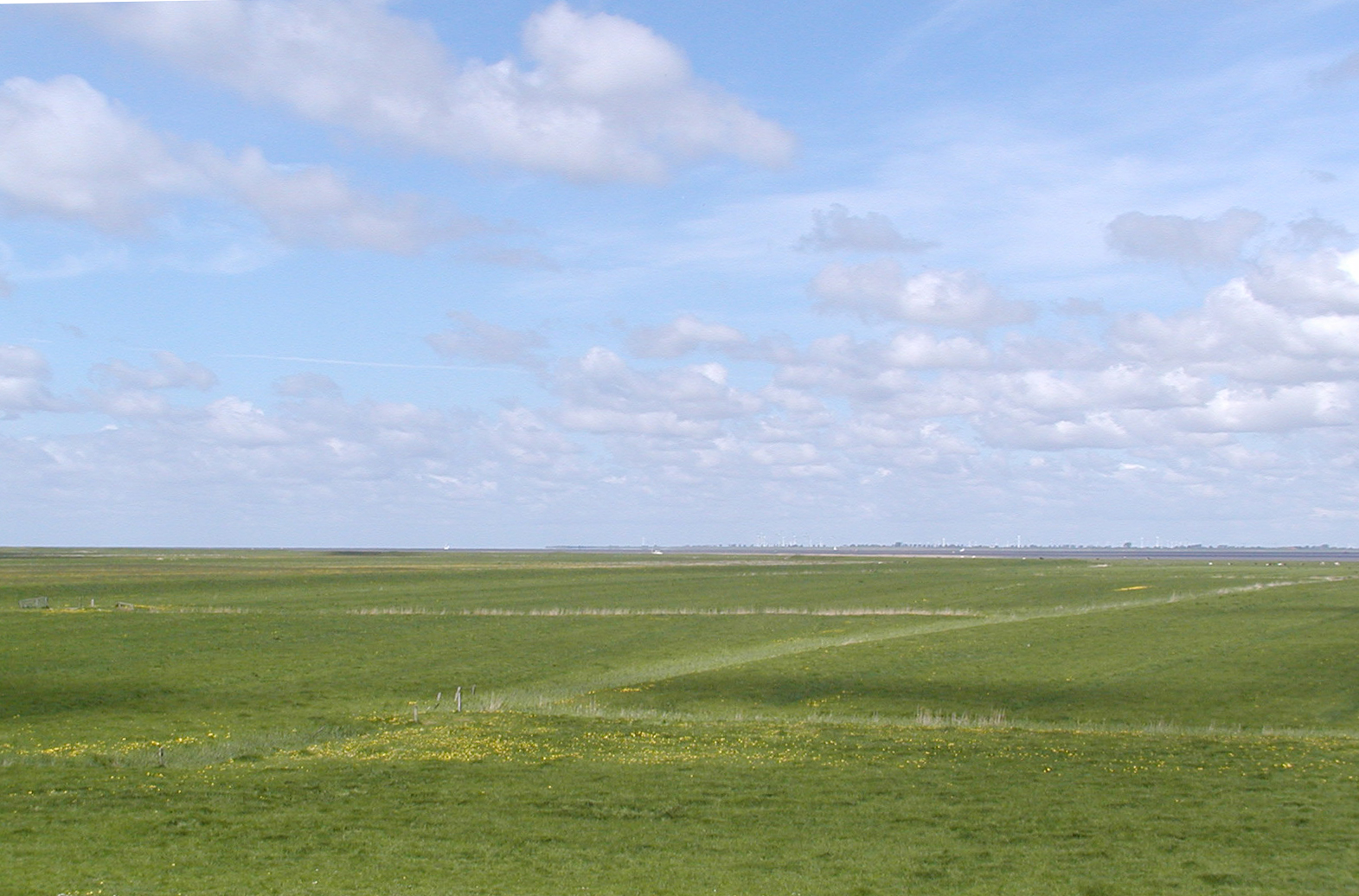
Das Gebiet der Belumer Schanze heute

Die Belumer Schanze ist eine nicht erhaltene Schanze in Belum in Niedersachsen nahe der Elbe. Sie liegt direkt hinter dem Ostedeich an der Belumer Wettern und wurde wahrscheinlich zu Beginn des Dreißigjährigen Krieges angelegt. Sie war später in diesem Krieg zwischen Dänen und Schweden umkämpft, da sie die Kontrolle über die Osteeinfahrt, und damit den Weg zum Sitz der Bremer Erzbischöfe ermöglichte.
1630 landete der dänische König mit 42 Schiffen, 1.800 Mann und 80 Reitern bei der Schanze, wurde aber von den katholischen Verteidigern zurückgeworfen.
1657 im dänisch-schwedischen Krieg rückten die Dänen von Glückstadt aus an, um die mit 100 Mann von den Schweden besetzte Schanze im Handstreich zu nehmen. Die Dänen zogen weiter nach Bremervörde, das nach einer Belagerung ebenfalls eingenommen wurde. Die Schweden kamen aber mit Verstärkung zurück und nahmen beide Orte wieder ein, obwohl die Dänen an der Belumer Schanze mittlerweile 4.000 Mann und 95 Boote stationiert hatten.
1687 wurde die Schanze von den Schweden als militärisch unbedeutend geschleift. 1712 wurde sie allerdings mit dem nächsten dänisch-schwedischen Krieg wiederhergestellt, war aber nicht von Kämpfen betroffen.
Danach wurde sie wieder ab 1811 in französischer Zeit genutzt, als eine Besatzung von 121 Mann bestand. Nachdem die Schanze 1847 kurzzeitig instand gesetzt worden war, wurde sie zuletzt 1864 mit einer Besatzung versehen, aber auch diesmal ohne zum kriegerischen Einsatz zu kommen. Danach wurde die Schanze komplett demontiert, da sie den Anforderungen des modernisierten Militärwesens nicht mehr entsprach.

## Flakbatterie
1937 wurde das alte Gelände noch einmal militärisch wiederbelebt, als neben der alten Belumer Schanze aus dem Dreißigjährigen Krieg eine Flak-Stellung postiert wurde. Die Besatzung umfasste etwa 120 bis 200 Mann und bestand zeitweise überwiegend aus Marinehelfern und sowjetischen Kriegsgefangenen (Hilfswilligen). Während des Krieges wurden 3½ Abschüsse verbucht. Nach dem Krieg dienten die Gebäude 1945 als Lager für Kriegsgefangene und danach einige Zeit als Flüchtlingsunterkunft. Die militärischen Anlagen wurden 1946 bis 1948 gesprengt. Heute ist die alte Schanze aufgrund des neueren Deichbaus und der Natur kaum mehr auszumachen. Von der Flakstellung sind nur noch das Kommandeurshaus und zwei Mannschaftshäuser erhalten geblieben.